# مارکو مسری
مارکو مسری (انگلیسی: Marco Messeri؛ زادهٔ ۱۵ دسامبر ۱۹۵۱) بازیگر اهل ایتالیا است. 
از فیلم‌ها یا برنامه‌های تلویزیونی که وی در آن نقش داشته است می‌توان به بار دوم فراموش نمی‌شود، حق مشاوره، سفر کاپیتان فراکاسا، نجیب و بدجنس، بهیار و نهار یکشنبه اشاره کرد. 
مسری در سال ۱۹۹۵ برنده جایزه انجمن ملی فیلم ایتالیا بهترین بازیگر نقش مکمل مرد شده است.